# 卡米诺
卡米诺（義大利語：Camino），是意大利亚历山德里亚省的一个市镇。总面积18.44平方公里，人口806人，人口密度43.7人/平方公里（2009年）。ISTAT代码为006027。